# Hạng Quang Đạt
Hạng Quang Đạt (tiếng Trung: 项光达; bính âm: Xiàng guāngdá; sinh năm 1958) là doanh nhân người Trung Quốc. Ông là người sáng lập Tsingshan Group, một công ty luyện kim chủ yếu hoạt động trong lĩnh vực sản xuất thép không gỉ.

## Tiểu sử
Hạng Quang Đạt sinh năm 1958 trong một gia đình thuộc tầng lớp lao động ở Ôn Châu, Chiết Giang. Ông bắt đầu công việc vào năm 1980 với tư cách là thợ cơ khí trong một công ty thủy sản nhà nước theo chương trình tuyển dụng của Đặng Tiểu Bình, cuối cùng được thăng chức làm giám đốc phân xưởng của công ty. Năm 1986, ông thành lập xưởng sản xuất cửa kính ô tô.

## Tsingshan Group
Ông từ bỏ công việc tại một công ty quốc doanh vào năm 1988 để trở thành một doanh nhân toàn thời gian, huy động số tiền tương đương khoảng 100.000 USD từ bạn bè và người thân để tài trợ cho công việc kinh doanh. Trong một cuộc phỏng vấn, ông đã chuyển hướng sang sản xuất thép không gỉ sau chuyến đi đến Đức năm 1992, điều này thuyết phục ông rằng việc sản xuất các bộ phận xe hơi sẽ không bền vững trong dài hạn. Công ty được đổi tên thành Tsingshan vào năm 1998, và phát triển nhanh chóng do tập trung vào việc giảm chi phí. Công ty tiên phong trong việc sử dụng gang niken rẻ hơn thay cho niken kim loại trong sản xuất thép không gỉ và triển khai việc sử dụng lò quay để sản xuất liên tục.
Dưới thời điều hành của ông, Tsingshan đầu tư vào các mỏ niken ở Indonesia trong những năm 2000, khi trữ lượng vẫn chưa được chứng minh. Tsingshan thành lập các khu liên hợp sản xuất niken và thép không gỉ ở Sulawesi (Khu công nghiệp Morowali), điều này càng làm giảm chi phí sản xuất thép không gỉ. Tsingshan cũng thành lập các nhà máy sản xuất ở Ấn Độ và Zimbabwe. Mặc dù vào giữa những năm 2000, Tsingshan là một trong số các nhà sản xuất thép không gỉ ở Ôn Châu, nhưng đến năm 2021, công ty này đã chiếm gần 1/4 sản lượng toàn cầu, cho đến nay vẫn là công ty lớn nhất trong ngành. Giá trị tài sản ròng của Hạng Quang Đạt được Forbes ước tính vào năm 2021 là 1,2 tỷ USD.
Trong tháng 3 năm 2022, ông bắt đầu có một vị thế bán khống lớn bằng niken thông qua Tsingshan, để phòng ngừa trước bảo hiểm giá. Tuy nhiên, do giá niken tăng lên do Nga tấn công Ukraina, ông buộc phải mua hợp đồng niken tại Sàn giao dịch Kim loại Luân Đôn, tạo ra một sự siết chặt ngắn hạn. Giá niken tại sàn giao dịch tăng hơn 100%, đạt hơn 100.000 USD/tấn trước khi giao dịch bị đình chỉ. Vào thời điểm giao dịch bị đình chỉ, Tsingshan bị thiệt hại 8 tỷ USD trên giấy tờ.